# Milan Radin
Milan Radin (in serbo Милан Радин?; Novi Sad, 25 giugno 1991) è un calciatore serbo, centrocampista del TSC Bačka Topola.

## Caratteristiche tecniche
È un mediano.

## Carriera

### Club
È cresciuto nelle giovanili del Novi Sad.

### Nazionale
Nel 2021 ha giocato una partita con la nazionale serba.

## Statistiche

### Presenze e reti nei club
Statistiche aggiornate al 6 gennaio 2017.
| Stagione              | Squadra               | Campionato            | Campionato | Campionato | Coppe nazionali | Coppe nazionali | Coppe nazionali | Coppe continentali | Coppe continentali | Coppe continentali | Altre coppe | Altre coppe | Altre coppe | Totale | Totale | Totale |
| Stagione              | Squadra               | Comp                  | Pres       | Reti       | Comp            | Pres            | Reti            | Comp               | Pres               | Reti               | Comp        | Pres        | Reti        | Pres   | Reti   |        |
| --------------------- | --------------------- | --------------------- | ---------- | ---------- | --------------- | --------------- | --------------- | ------------------ | ------------------ | ------------------ | ----------- | ----------- | ----------- | ------ | ------ | ------ |
| 2010-2011             | Senta                 | 3L                    | 26         | 2          | CS              | 0               | 0               | -                  | -                  | -                  | -           | -           | -           | 26     | 2      |        |
| 2011-2012             | Senta                 | 3L                    | 21         | 3          | CS              | 0               | 0               | -                  | -                  | -                  | -           | -           | -           | 21     | 3      |        |
| Totale Senta          | Totale Senta          | Totale Senta          | 47         | 5          |                 | 0               | 0               |                    | -                  | -                  |             | -           | -           | 47     | 5      |        |
| 2012-2013             | Radnički N. Pazova    | 2L                    | 30         | 1          | CS              | 0               | 0               | -                  | -                  | -                  | -           | -           | -           | 30     | 1      |        |
| 2013-gen. 2014        | Radnički N. Pazova    | 3L                    | 0          | 0          | CS              | 0               | 0               | -                  | -                  | -                  | -           | -           | -           | 0      | 0      |        |
| gen.-giu. 2014        | Mladost Lučani        | 2L                    | 8          | 0          | CS              | 0               | 0               | -                  | -                  | -                  | -           | -           | -           | 8      | 0      |        |
| 2014-2015             | Mladost Lučani        | SL                    | 21         | 0          | CS              | 1               | 0               | -                  | -                  | -                  | -           | -           | -           | 22     | 0      |        |
| 2015-gen. 2016        | Mladost Lučani        | SL                    | 0          | 0          | CS              | 0               | 0               | -                  | -                  | -                  | -           | -           | -           | 0      | 0      |        |
| Totale Mladost Lučani | Totale Mladost Lučani | Totale Mladost Lučani | 29         | 0          |                 | 1               | 0               |                    | -                  | -                  |             | -           | -           | 30     | 0      |        |
| gen.-giu. 2016        | Voždovac              | SL                    | 13         | 0          | CS              | 0               | 0               | -                  | -                  | -                  | -           | -           | -           | 13     | 0      |        |
| 2016-2017             | Partizan              | SL                    | 8          | 0          | CS              | 4               | 0               | UEL                | 0                  | 0                  | -           | -           | -           | 12     | 0      |        |
| 2017-2018             | Partizan              | SL                    | 13         | 0          | CS              | 1               | 0               | UCL+UEL            | 0+5                | 0                  | -           | -           | -           | 19     | 0      |        |
| Totale Partizan       | Totale Partizan       | Totale Partizan       | 21         | 0          |                 | 5               | 0               |                    | 5                  | 0                  |             | -           | -           | 31     | 0      |        |
| Totale carriera       | Totale carriera       | Totale carriera       | 144        | 6          |                 | 6               | 0               |                    | 5                  | 0                  |             | -           | -           | 155    | 6      |        |

## Palmarès

### Club

#### Competizioni nazionali
- Campionato serbo di seconda divisione: 1

Mladost Lučani: 2013-2014
- Campionato serbo: 1

Partizan: 2016-2017
- Coppa di Serbia: 1

Partizan: 2016-2017